# Nueil-les-Aubiers
Nueil-les-Aubiers ist eine französische Gemeinde mit 5529 Einwohnern (Stand 1. Januar 2022) im Département Deux-Sèvres in der Region Nouvelle-Aquitaine. Die Bewohner nennen sich Nueillaubrais.

## Geografie
Die Ortschaft liegt am Fluss Argenton und grenzt im Norden an Les Cerqueux und Saint Maurice Étusson mit Étusson, im Osten an Voulmentin mit Saint-Clémentin und Voultegon, im Südosten an Bressuire, im Süden an Bretignolles und Le Pin und im Westen an Mauléon.

## Sehenswürdigkeiten

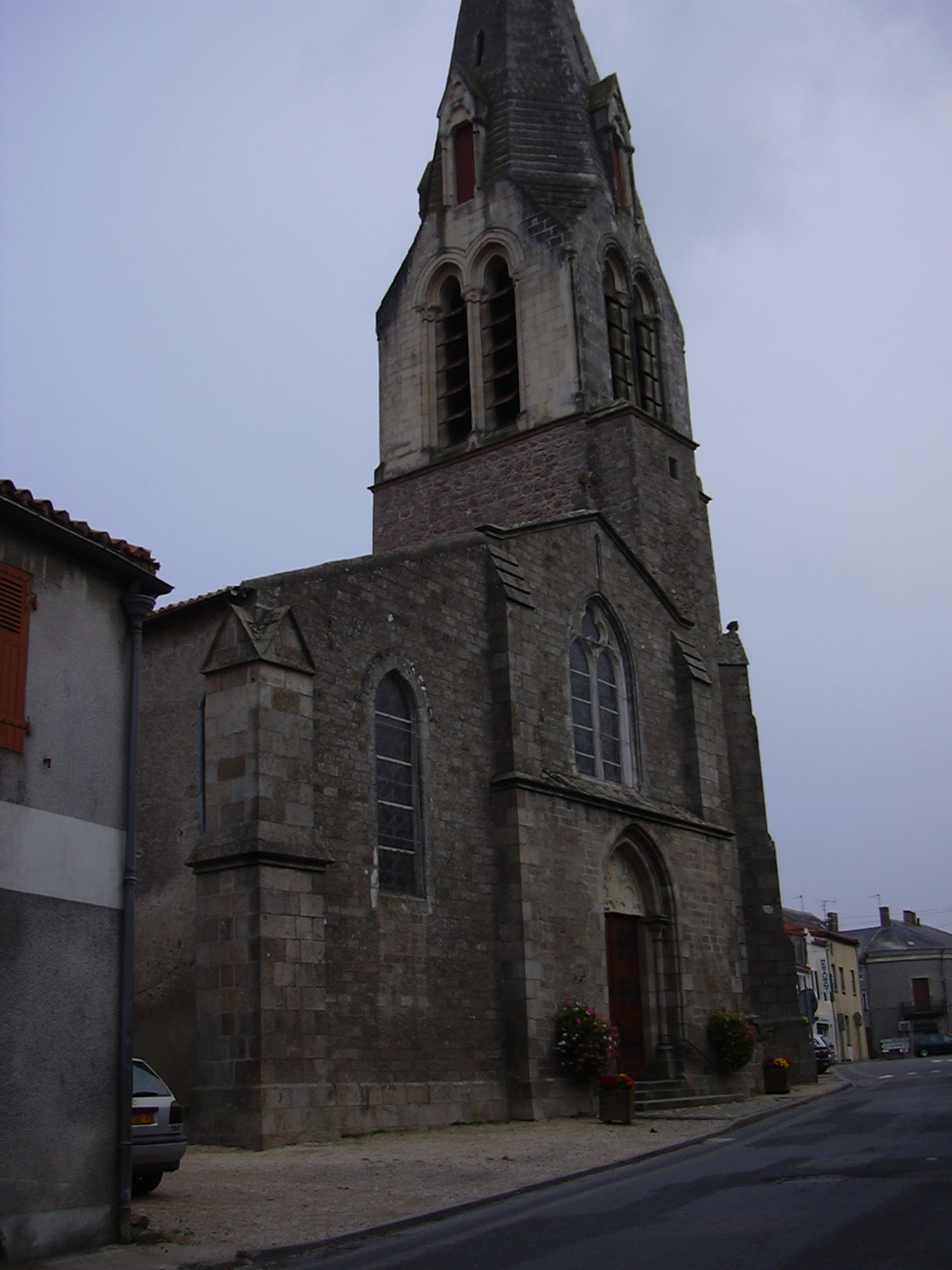
Kirche Saint-Hilaire

- Kirche Saint-Hilaire  aus dem 13. Jahrhundert
- Kirche Saint-Melaine aus dem 14. Jahrhundert

## Bevölkerungsentwicklung
| Jahr                      | 1962 | 1968 | 1975 | 1982 | 1990 | 1999 | 2006 | 2013 |
| Einwohner                 | 1785 | 1725 | 1994 | 2136 | 2156 | 2116 | 5327 | 5632 |
| Quelle: Cassini und INSEE |      |      |      |      |      |      |      |      |